# Усть-Сарапульське сільське поселення
Усть-Сарапу́льське сільське поселення — муніципальне утворення в складі Сарапульського району Удмуртії, Росія. Адміністративний центр — присілок Усть-Сарапулка.
Населення становить 746 осіб (2019, 788 у 2010, 738 у 2002).

## Склад
До складу поселення входять такі населені пункти:
| Населений пункт          | Населення, осіб (2002) | Населення, осіб (2010) |
| ------------------------ | ---------------------- | ---------------------- |
| Непряха, присілок        | 151                    | 166                    |
| Усть-Сарапулка, присілок | 587                    | 622                    |

В поселенні діють школа, садочок, 2 клуби, бібліотека та 2 фельдшерсько-акушерських пункти.